# Masae Tsuchiya
Masae Tsuchiya (土屋正恵?, Tsuchiya Masae; Hachimantai, 13 dicembre 1996) è una fondista giapponese.

## Biografia
Originaria di Hirosaki e attiva in gare FIS dal novembre del 2015, la Tsuchiya ha esordito ai Campionati mondiali a Oberstdorf 2021, dove si è classificata 30ª nella 10 km, 35ª nella 30 km, 39ª nello skiathlon e 10ª nella staffetta, in Coppa del Mondo il 27 novembre 2021 a Kuusamo (48ª) e ai Giochi olimpici invernali a Pechino 2022, dove si è piazzata 46ª nella 10 km, 36ª nella 30 km, 35ª nello skiathlon e 11ª nella staffetta. Ai Mondiali di Planica 2023 è stata 28ª nello skiathlon e a quelli di Trondheim 2025 si è classificata 29ª nella 10 km, 25ª nello skiathlon e 10ª nella staffetta.